# К Ювенцию, о поцелуях
«К Ювенцию, о поцелуях» — условное название стихотворения римского поэта Гая Валерия Катулла, включённого в состав посмертного сборника («Книги Катулла Веронского») под номером 48. Автор здесь обращается к своему возлюбленному, мальчику по имени Ювенций, и говорит, что готов 300 тысяч раз целовать его «сладостные очи».
Исследователи видят здесь тот же мотив, что и в стихах «К Лесбии, о поцелуях» (№ 5 и 7).